# Мір Бабар Алі Аніс
Мір Бабар Алі Аніс (урду میر ببر علی انیس; нар. 1803, Файзабад, Князівство Ауд — пом. 10 грудня 1874, Лакхнау, Британська Індія) — індійський поет 19 століття, що писав мовою урду.

## Біографія

### Юність
Мір Бабар Алі Аніс народився у 1803 році в місті Файзабад. Аніс був онуком поета Міра Хасана, який запам'ятався своєю безсмертною маснаві «Şehir-уль-Bayaan». Його батько — Мір Халік, який був відомим поетом і літератором. Він ососбисто зайнявся освітою і вихованням свого сина, і віддав його вчитися до найкращих тогочасних вчителів Мір Наджаф Алі Файзабаді та Маулві Хідер Алі Лукнаві. Крім того, мати Аніса, що була освіченою і благочестивою жінкою, зіграла значну роль у формуванні особистості хлопчика поета. Але перш за все, це було власне інстинктивне прагнення хлопчика до навчання та літератури, що зробило його досвідченим поетом. Він вивчав арабську, перську та ісламську літературу, добре розбирався в логіці, літературі та філософії. Його батьки згодом емігрували до Лакхнау, де він провів більшу частину свого життя.

### Літературне життя
Аніс почав писати вірші досить рано, ще коли жив у Файзабаді, хоча удосконалив своє мистецтво вже в Лакхнау під керівництвом імама Бахша Насіха. Відповідно за тогочасною популярною тенденцією, він вперше спробував свої сили у газелі, але не в змозі добитися значного прогресу в цій сфері, він, за порадою свого батька, звернувся до написання марсій, у чому незабаром він добився значного успіху. У Лакхнау він був конкурентом та суперником у поезії з поетом Мірзою Салааматом Алі Дабіром.
Аніс розширив рамки цього жанру — на додаток до звичайного суму і плачу, він додав реалістичні сцени бою, графічні обриси обличчя і фігури героїв, живі образи емоційних станів, точні описи пейзажу та іноді інтермедії з моральним повчанням. Крім того, Аніс був фахівцем із рубаї — короткої поеми, що містить лише чотири рядки.